# Liste der denkmalgeschützten Objekte in Breitenstein (Niederösterreich)
Die Liste der denkmalgeschützten Objekte in Breitenstein enthält die 5 denkmalgeschützten, unbeweglichen Objekte der Gemeinde Breitenstein im niederösterreichischen Bezirk Neunkirchen.

## Denkmäler
| Foto |                 | Denkmal                                                                                   | Standort                                    | Beschreibung | Metadaten |
| ---- | --------------- | ----------------------------------------------------------------------------------------- | ------------------------------------------- | --- | --- |
| ja   | Datei hochladen | Südbahnstrecke „Semmering-Bahn“ (Gloggnitz-Mürzzuschlag) HERIS-ID: 28216 Objekt-ID: 24772 | Standort KG: Breitenstein                   | Die Semmeringbahn wurde 1854 eröffnet und ist die älteste normalspurige Gebirgsbahn Europas. Sie wurde von Carl Ritter von Ghega geplant. Vom Bahnhof Gloggnitz zum Bahnhof Mürzzuschlag sind es 41 Kilometer. Im Bereich der Gemeinde gibt es die Bahnhöfe Breitenstein und Klamm-Schottwien sowie 9 Streckenaufsichtsbauten. | BDA-Hist.: Q64026709 Status: Bescheid Stand der BDA-Liste: 2025-06-30 Name: Südbahnstrecke „Semmering-Bahn“ (Gloggnitz-Mürzzuschlag) GstNr.: 1006/3, 427/14, 427/1, .125/1, .123, .119, .118, .117, .115, 427/2, .114, .113, .142, .141, 1006/2, .136, .137 Semmering Railway in Breitenstein |
| ja   | Datei hochladen | Ehem. Pfarrhof HERIS-ID: 45832 Objekt-ID: 47291                                           | Kirchenweg 2 Standort KG: Breitenstein      | 1912 in Heimatstilformen an Stelle des 1809 durch Brand zerstörten Vorgängerbaus erbaut | BDA-Hist.: Q38017744 Status: Bescheid Stand der BDA-Liste: 2025-06-30 Name: Ehem. Pfarrhof GstNr.: .300 |
| ja   | Datei hochladen | Kath. Filialkirche hl. Martin und Friedhof HERIS-ID: 58718 Objekt-ID: 69509               | Klammer Straße 30 Standort KG: Breitenstein | im Kern romanische Saalkirche, durch gotische und barocke Zubauten und Veränderungen geprägt, 3 Chöre und Nordturm, 1146 urkundlich Pfarre, ursprünglich Patrozinium hl. Stefan, ab 16. Jahrhundert hl. Martin Mit 1. Mai 2023 wurde die Pfarre Klamm am Semmering der Pfarre Gloggnitz zugeschlagen und die Kirche damit Filialkirche. | BDA-Hist.: Q38084558 Status: § 2a Stand der BDA-Liste: 2025-06-30 Name: Kath. Pfarrkirche hl. Martin und Friedhof GstNr.: 646/1, .56 Filialkirche hl. Martin und Friedhof, Klamm (Breitenstein)                                                                                               |
| ja   | Datei hochladen | Kapelle hl. Johannes Nepomuk HERIS-ID: 58733 Objekt-ID: 69535                             | Klamm, Kirchenweg Standort KG: Breitenstein | bezeichnet 1776, Kapellenbildstock mit geschweiftem Blendgiebel | BDA-Hist.: Q38084620 Status: § 2a Stand der BDA-Liste: 2025-06-30 Name: Kapelle hl. Johannes Nepomuk GstNr.: 646/2 Nepomuk-Kapelle (Klamm) |
| ja   | Datei hochladen | Burgruine Klamm HERIS-ID: 33702 Objekt-ID: 31395                                          | Klammer Straße 28 Standort KG: Breitenstein | ca. 1130 urkundlich Ortolfus de Clamma, 1339 Verkauf von Hermann II. von Klamm-Pitten an die Herzöge Albrecht, Friedrich, Leopold und Otto, bis 15. Jahrhundert Pfand der Rappacher, 1432 wieder landesfürstlich, 1487 von Ungarn erobert, durch König Maximilian rückerobert, 1518 von Siegmund von Herberstein eingelöst, danach vermutlich Verfall (urkundlich 1568 Beanstandung durch die niederösterreichische Kammer), 1571 wieder landesfürstlich, seit 1603 Pfand der Urschenbeck von Pottschach, 1642 Matthias Wägele von Walsegg, 1801 Brand, 1805/09 Franzosenkriege und Verfall, 1833 Verkauf an Johann I. Fürst Liechtenstein und bis 1942 im Besitz der Familie (teilweise Restaurierung), Turm und Palas auf dem höchsten Punkt, zur Ringburg ausgebaut, zentrale freistehende Burgkapelle, überwiegend spätmittelalterlich-neuzeitlich | BDA-Hist.: Q37953512 Status: Bescheid Stand der BDA-Liste: 2025-06-30 Name: Burgruine Klamm GstNr.: .111 Burgruine Klamm |